# Alexander Schwab
Pour les articles homonymes, voir Schwab.
Alexander Schwab, né le 5 juillet 1887 à Stuttgart et mort le 12 novembre 1943 à Zwickau, est un journaliste, communiste conseilliste et résistant allemand.
Militant de la Ligue spartakiste, il participe en 1920 à la création du Parti communiste ouvrier d'Allemagne (KAPD). En 1933, il est emprisonné pendant six mois par les nazis. Il rejoint ensuite la Résistance allemande au nazisme, dans le réseau conseilliste Rote Kämpfer. Il est de nouveau arrêté en novembre 1936, incarcéré à la prison de Brandebourg puis au camp de concentration de Börgermoor. Il meurt en détention.

## Source
- Alexander Schwab sur le site du Mémorial de la Résistance allemande
- Notices d'autorité :   - VIAF
  - ISNI
  - IdRef
  - LCCN
  - GND
  - Espagne
  - Belgique
  - Israël
  - WorldCat
- SCHWAB Alexander ( 1887 - 1943 ) Docteur en philosophie, communiste de gauche allemand